# 30 tháng 11
Ngày 30 tháng 11 là ngày thứ 334 (335 trong năm nhuận) trong lịch Gregory. Còn 31 ngày trong năm.

## Sự kiện
- 1803 – Tại New Orleans, các đại diện của Tây Ban Nha chính thức chuyển giao Lãnh thổ Louisiana cho một đại diện của Pháp. Chỉ 20 ngày sau đó, Pháp chuyển giao vùng đất này cho Hoa Kỳ với tên Vùng đất mua Louisiana.
- 1835 - Sao chổi Halley xuất hiện
- 1864 – Nội chiến Hoa Kỳ: Trận Franklin
- 1936 – Cung Thủy tinh tại thủ đô Luân Đôn của Anh Quốc bị phá hủy cùng với nhiều hiện vật triển lãm do hỏa hoạn.
- 1939 – Hồng quân Liên Xô vượt qua biên giới Phần Lan ở một số địa điểm và ném bom thủ đô Helsinki, khởi đầu Chiến tranh Mùa đông.
- 1961 – Nhà ngoại giao Miến Điện U Thant chính thức đảm nhiệm chức vụ Tổng thư ký thứ ba của Liên Hợp Quốc.
- 1966 – Barbados trở thành một quốc gia độc lập từ Anh Quốc.
- 1967 – Cộng hoà Dân chủ Nhân dân Yemen trở thành quốc gia độc lập từ Anh Quốc.
- 1967 – Đảng Nhân dân Pakistan được Zulfikar Ali Bhutto thành lập.
- 1982 – Ca sĩ người Mỹ Michael Jackson phát hành album thứ sáu, Thriller, là album bán chạy nhất thế giới.
- 1999 – ExxonMobil chính thức được hình thành từ Exxon và Mobil, sau một thỏa thuận sáp nhập trị giá 73,7 tỷ Đô la Mỹ được ký từ một năm trước đó.

## Sinh
- 1602 – Otto von Guericke, nhà khoa học, nhà phát minh, nhà chính trị người Đức, tức ngày 20 tháng 11 theo lịch Julius (m. 1686)
- 1667 – Jonathan Swift, tác gia Ireland (m. 1745)
- 1791 – Hồ Thị Hoa, thụy hiệu Tá Thiên Nhân Hoàng hậu, chánh thất của vua Minh Mạng, mẹ của vua Thiệu Trị (m. 1807)
- 1817 – Theodor Mommsen, pháp học giả, sử gia, học giả người Đức, đoạt Giải Nobel Văn học (m. 1903)
- 1825 – 
  - William-Adolphe Bouguereau, họa sĩ người Pháp (m. 1905)
  - Benignus von Safferling, tướng lĩnh Vương quốc Bayern thuộc Đế quốc Đức (m. 1895)
- 1835 – Mark Twain, tác gia người Mỹ (m. 1910)
- 1863 – Andrés Bonifacio, nhà hoạt động chính trị người Philippines (m. 1897)
- 1869 – Gustaf Dalén, nhà vật lý học người Thụy Điển, đoạt giải Nobel vật lý (m. 1937)
- 1874 – 
  - Winston Churchill, chính trị gia người Anh, Thủ tướng Anh, đoạt Giải Nobel Văn học (m. 1965)
  - Lucy Maud Montgomery, tác gia người Canada (m. [[1942)
- 1915 – Henry Taube, nhà hóa học người Canada-Mỹ, đoạt Giải Nobel hóa học (m. 2005)
- 1931 – Andrew Juxon-Smith, quyền Toàn quyền Sierra Leone 1967-1968 (m. 1996).[1]
- 1941 – Ali Hassan al-Majid, tướng lĩnh người Iraq (m. 2010)
- 1943 – Terrence Malick, đạo diễn và người viết kịch bản người Mỹ
- 1944 – George Graham, cầu thủ bóng đá Anh
- 1954 – Lawrence Summers, nhà kinh tế học người Mỹ
- 1955 – Billy Idol, ca sĩ Anh
- 1958 – Stacey Q, ngôi sao ca nhạc Mỹ
- 1960 – Gary Lineker, cầu thủ bóng đá người Anh
- 1965 – Fumihito, thân vương Nhật Bản
- 1972 – Abel Xavier, cầu thủ bóng đá người Bồ Đào Nha
- 1973 – Jason Reso, đô vật người Canada
- 1974 – Chung Hán Lương, ca sĩ, Diễn viên, người mẫu Hồng Kông
- 1978 – Clay Aiken, ca sĩ và Diễn viên người Mỹ
- 1983 – Anastasia Baburova, nhà báo người Nga (m. 2009)
- 1984 – Nigel de Jong, cầu thủ bóng đá người Hà Lan có nguồn gốc Suriname-Indonesia
- 1985 – Miyazaki Aoi, Diễn viên người Nhật Bản
- 1986 - Thanh Duy Idol, ca sĩ người Việt Nam, á quân Thần tượng âm nhạc Việt Nam 2008
- 1987 – Smosh, Diễn viên hài kịch trên mạng người Mỹ
- 1990 – Magnus Carlsen, kỳ thủ người Na Uy
- 1991 - Trúc Nhân, ca sĩ người Việt Nam
- 1992 – Hoàng Cảnh Du, diễn viên, người mẫu Trung Quốc.
- 1993 – Chinen Yuuri, Diễn viên, ca sĩ người Nhật Bản

## Mất
- 1602 – Tachibana Ginchiyo, nhân vật quân sự người Nhật Bản, tức 17 tháng 10 âm lịch (s. 1569)
- 1603 – William Gilbert, nhà vật lý học, bác sĩ và triết học tự nhiên người Anh (s. 1544)
- 1718 – Karl XII, Quốc vương Thụy Điển (s. 1682)
- 1830 – Giáo hoàng Piô VIII (s. 1761)
- 1845 – Friedrich List, nhà kinh tế học người Đức (s. 1789)
- 1893 – Nguyễn Phúc Miên Uyển, tước phong Quảng Hóa Quận công, hoàng tử con vua Minh Mạng (s. 1833)
- 1900 – Oscar Wilde, tác gia người Ireland (s. 1854)
- 1921 – Hermann Amandus Schwarz, nhà toán học người Đức (s. 1843)
- 1984 – Lâm Hữu Phúc, chính trị gia người Singapore (s. 1914)
- 2002 - Phạm Ngọc Sang, Chuẩn tướng Quân lực Việt Nam Cộng hòa (Sinh 1931)
- 2007 – Evel Knievel, tay đua và Diễn viên đóng thế người Mỹ (s. 1938)
- 2013 – Tabu Ley Rochereau, ca sĩ-người viết ca khúc người CHDC Congo
- 2013 – Paul Walker, Diễn viên và nhà từ thiện người Mỹ (s. 1973)
- 2018 – George H. W. Bush, tổng thống Mỹ thứ 41 (s. 1924)
- 1802 - Bùi Thị Xuân nữ tướng, giữ chức đô đốc và là công thần nhà tây sơn (s. 1771)
- 2022 - Giang Trạch Dân, nguyên Tổng bí thư Đảng Cộng sản, Chủ tịch nước Cộng hòa Nhân dân Trung Hoa (s. 1926)

## Những ngày lễ và kỷ niệm
- Barbados kỉ niệm ngày giải phóng khỏi Anh năm 1966